# フィタン
フィタン(Phytane)は、ジテルペノイドアルカンである。フィトールの脱ヒドロキシル化物であるプリスタンと比べ、炭素が1つ余分に付いている。葉緑素の分解物の1つで、古代の二酸化炭素濃度レベルを示すのに用いられている。
フィタンは、連続した二酸化炭素濃度の記録を与えるが、5億年以上前の二酸化炭素濃度記録の断絶とも重なっている可能性がある。
この代理二酸化炭素を用いると、現在の410ppmに対して、1000ppmに達した。また、これらの変化の速度は上昇しており、数百万年かかって起こった変化が現在は1世紀で起きる。
フィタニル(Phytanyl)は、対応する置換基である。フィタニル基はしばしば好熱古細菌の細胞膜のリン脂質に見られる。この中には、2つの融合したフィタニル鎖を持つカルドアーキオールも含まれる。
石油の研究における生体マーカーとしても用いられる。

## 不飽和フィタニル
フィテン(Phytene)は、フィタンの一不飽和物である。置換基型のフィチル(Phytyl)は、クロロフィル、トコフェロール（ビタミンE）、フィロキノン（ビタミンK1）等の生物学的に重要な多くの有機分子が持つ官能基である。フィテンの対応するアルコールは、フィトールである。
ゲラニルゲラネン(Geranylgeranene)は、完全に不飽和化したフィタンである。対応する置換基は、ゲラニルゲラニル(Geranylgeranyl)である。これがリン酸と結合したゲラニルゲラニル二リン酸は、カロテノイド、ジベレリン、トコトリエノール（ビタミンE）、クロロフィルなどの生合成の前駆物質である。